# Магнезія Літера
Магнезія Літера - щорічна книжкова премія, яку вручають в Чехії з 2002 року. 
Премія охоплює всі літературні жанри в восьми категоріях: проза, поезія, дитяча книга (з 2004 року), науково-популярна література, ессе/ журналістика (з 2007 року), переклад, досягнення у видавничій сфері, книжковий дебют і головний приз – «Чеська книжка року». 
Нагороду присуджує незалежна асоціація Litera, до якої входять члени усіх чеських літературних організацій чи книгарень: Академія Наук Чеської Республіки, Асоціація продавців книжок та видавців, Чеський центр International PEN, Чеська секція IBBY, Товариство чеських письменників, Гільдія чеських перекладачів. 

## Книга року
- 2013 – Їржі Гаїчек: Риб'яча кров (Rybí krev)
- 2012 - Міхал Айваз: Люксембурзький сад (Lucemburská zahrada)
- 2011 - Ян Балабан: Запитайте тата (Zeptej se táty)
- 2010 - Петра Соукупова:  Зникати (Zmizet)
- 2009 – Богуміла Грьогерова: Рукопис (Zmizet)
- 2008 - Петр Нікл: Záhádky
- 2007 – Петру Цімпоешу: Simion Liftnicul (в перекладі з румунської Джорджем Našinec)
- 2006 - Ян Райх: Бегемія
- 2005 – Ян Новак: Поки все добре (Zatím dobrý)
- 2004 - Їржі Сук: Лабіринтом революція (Labyrintem revoluce) (науково-популярна книга)
- 2003 - Павел Затлоукал: Історії з довгого століття - Архітектура 1750-1918 років в Моравії і Сілезії (Příběhy z dlouhého století – Architektura let 1750–1918 na Moravě a ve Slezsku)
- 2002 - Юрген Серке: Böhmische Dörfer